# Marea Neagră (pictură de Ivan Aivazovski)
Marea Neagră (în rusă Чёрное море, transliterat: Ciornoe more) este o pictură în ulei realizată în anul 1881 de pictorul rus Ivan Aivazovski. O altă denumire a tabloului este „Pe Marea Neagră începe furtuna” (în rusă На Черном море начинает разыгрываться буря).

## Descriere
În această imagine este pictată izbucnirea unei furtuni pe Marea Neagră. În depărtare se distinge cu greutate o corabie. Pictura se remarcă prin culorile închise. 